# Kristina Rungano
Kristina Masuwa-Morgan, née le 28 février 1963, est une poète et auteure de nouvelles zimbabwéenne, mieux connu sous le nom de Kristina (ou Cristina) Rungano. Elle a été la première femme du Zimbabwe dont les poèmes ont été publiés.

## Biographie
Rungano est née en 1963 à Salisbury (actuel Harare) en Rhodésie du sud (actuel Zimbabwe),. Son père, catholique est un homme d'affaires du district de  Zvimba. Elle a fait ses études près de sa ville natale, dans un internat catholique, avant de gagner le Royaume-Uni pour des études de gestion et d'informatique. C'est l'époque de la guerre du Bush de Rhodésie du Sud. En 1979, elle retourne en Rhodésie, peu de temps avant l'avènement l'année suivante du Zimbabwe, et travaille au Harare Scientific Computing Centre.
Son premier recueil de poésie, A Storm is Brewing, est publié en 1984, ce qui fait d'elle la première femme zimbabwéenne poète dont l'œuvre est publiée,. Sa poésie évoque en particulier son expérience de femme, et la guerre,. Certains de ses poèmes ont par la suite été inclus dans des anthologies comme Daughters of Africa en 1992, The Heinemann Book of African Women's Poetry en 1995, The Penguin Book of Modern African Poetry en 1999 et Step into a World : A Global Anthology of New Black Literature en 2000,. Elle publie un deuxième recueil, To Seek a Reprieve and Other Poems, en 2004.
Elle vit ensuite en Angleterre,  où elle enseigne en Gestion de l'Information à l'Université Canterbury Christ Church,.

## Principales publications
- A Storm is Brewing: Poems, Zimbabwe Publishing House, 1984,  (ISBN 978-0949932839)
- To Seek a Reprieve and Other Poems, 2004